# 宋琥
宋琥，濠州定遠縣人，明朝軍事將領、駙馬都尉。宋晟次子，母親葉氏，西寧侯。
宋琥娶明成祖女安成公主，并繼嗣侯爵，予世券。永樂八年，佩戴前將軍印，鎮甘肅。永樂十年，與李彬捕叛酋老的罕，后召還。洪熙元年，因不敬罪連坐，被奪爵位，并削駙馬都尉官。宣德年間恢復。卒於明宣德五年（1430）。
與安成公主誕育嫡子宋鉉，娶唐妙真。